# Merlan bleu
Micromesistius poutassou
Pour les articles homonymes, voir Merlan (homonymie).
Ne doit pas être confondu avec Merlu.
Espèce
Répartition géographique
Le Merlan bleu ou Poutassou (Micromesistius poutassou) est une espèce de poissons marins de la famille des Gadidae.
Il entre dans la composition du surimi.